# Distretto di Chitwan
Il distretto di Chitwan è un distretto del Nepal, in seguito alla riforma costituzionale del 2015 fa parte della provincia di Bagmati.
Il capoluogo è Bharatpur.
Il distretto si trova in una regione pianeggiante detta appunto la valle di Chitwan. Il territorio è attraversato dal fiume Rapti che confluisce ad ovest nel Narayani (detto anche Gandaki o Gandak in India) presso il villaggio di Meghauli. Il Narayani segna anche il confine del con il vicino distretto di Nawalparasi.
A sud del Rapti si estende il Parco nazionale di Chitwan che arriva fino alle colline di Someswar che segnano il confine con l'India.
Il principale gruppo etnico presente nel distretto sono i Bahun.

## Municipalità
Il distretto è suddiviso in sette municipalità, una è urbana e sei sono rurali.
- Bharatpur
- Kalika
- Khairahani
- Madi
- Ratnanagar
- Rapti (municipalità)
- Ichchhakamana